# Habenaria trichosantha
Habenaria trichosantha är en orkidéart som beskrevs av John Lindley. Habenaria trichosantha ingår i släktet Habenaria och familjen orkidéer. Inga underarter finns listade i Catalogue of Life.